# 带纹鹦嘴鱼
带纹鹦嘴鱼（学名：Scarus fasciatus）为鹦嘴鱼科鹦嘴鱼属的鱼类。分布于印度、泰国、越南、日本、菲律宾、印度尼西亚、澳大利亚、美拉尼西亚、波利尼西亚以及中国南海等海域。该物种的模式产地在摩鹿加群岛。